# Storbritannien (ö)
Storbritannien (engelska Great Britain, walesiska Prydain Fawr, skotsk gaeliska Breatainn Mhòr, korniska Breten Veur) är den största av de Brittiska öarna. Ön omfattar omkring 209 000 kvadratkilometer. Den tillhör Förenade kungariket Storbritannien och Nordirland samt indelas politiskt och kulturellt i England, Skottland och Wales. Inom England fick de keltiskspråkiga kornerna i Cornwall 2014 status som minoritetsfolk. Storbritannien är den största ön i Europa och den nionde största i världen. Med drygt 60 miljoner invånare är ön den tredje mest folkrika ön i världen, efter Java och Honshu i Asien.

## Politisk definition
I etablerat svenskt språkbruk syftar Storbritannien som politiskt begrepp i första hand på hela den suveräna staten, det vill säga Förenade kungariket Storbritannien och Nordirland. Storbritannien kan som politiskt begrepp i andra hand även syfta på den suveräna staten exklusive Nordirland, det vill säga England, Skottland och Wales.[källa behövs] Storbritannien inkluderar i denna bemärkelse förutom ön Storbritannien även mindre öar som Isle of Wight och Anglesey samt ögrupperna Scillyöarna, Hebriderna, Orkneyöarna och Shetlandsöarna men inte Isle of Man eller Kanalöarna.
På engelska syftar Great Britain antingen geografiskt på ön Storbritannien eller politiskt på den suveräna staten exklusive Nordirland. Att referera till hela den suveräna staten som Great Britain är obsolet, men kvarstår i vissa etablerade äldre termer som GBP (Great Britain Pound). Däremot är Britain en allmänt använd kortform för hela den suveräna staten och ett alternativ till UK. 
Under århundradenas lopp har det funnits flera suveräna stater på ön: England, Skottland och Wales. England (dit Wales infogats under medeltiden) och Skottland var två kungadömen med gemensam monark från 1603,' och blev senare (1707) ett enat rike, Kungariket Storbritannien, en statsbildning som varade fram till 1801 då det och omgivande öar sammanfogades till Förenade kungariket Storbritannien och Irland. Namnet ändrades 1922 till Förenade konungariket Storbritannien och Nordirland då Irland så när som på sex grevskap gavs självständighet i form av Irländska fristaten, samtidigt som Nordirland förblev en del av Storbritannien.

## Paleogeografi
Ön Storbritannien är omgiven av den grunda kontinentalsockeln i nordvästra Europa. Storbritanniens status som ö är relativt ny, paleogeografiskt sett. 
Doverkanalen fick sina markerade vita klippstup när uppdämda smältande ismassor för 160 000 och 450 000 år sedan bröt igenom kalkstensryggen Weald-Artois. Detta gav Engelska kanalen ett större tröskeldjup mellan Storbritannien och kontinenten, vilket gjorde att Storbritannien kunde skiljas från kontinenten under interglacialer.

Med smältande inlandsisar mot slutet av den senaste istiden bildades Irländska sjön och avsnörpte för cirka 16 000 år sedan ön Irland från Storbritannien. Doggerland i nuvarande Nordsjön var då fortfarande till stor del torrlagd och utgjorde en landförbindelse mellan Storbritannien och den europeiska kontinenten. Det var först för cirka 9 000 år sedan som landförbindelsen med kontinenten skars av och Storbritannien blev en ö. 

## Klimat
Storbritannien har kustklimat och det är i huvudsak tempererat men vissa bergstrakter i främst Skottland och delar av norra England har subpolärt kustklimat. Inom Köppens klimatklassifikation motsvarar detta beteckningarna Cfb och Cfc. Smärre bergsområden har subarktiskt kontinentalt klimat eller tundraklimat (Dfc och ET). Årsmedeltemperaturen på ön är 7 °C. Den varmaste månaden är juli, då medeltemperaturen är 15 °C, och den kallaste är februari, med 0 °C.